# Mai-Mai Sze
Yuen Tsung Sze (2 de diciembre de 1909-16 de julio de 1992), conocida profesionalmente como Mai-mai Sze, fue una escritora y pintora sinoestadounidense. La Bollingen Foundation publicó por primera vez su traducción del Jieziyuan Huazhuan o The Mustard Seed Garden Manual of Painting con sus comentarios en 1956.

## Biografía

### Primeros años
Mai-mai Sze nació en Tianjin el 2 de diciembre de 1909 y fue llamada Yuen Tsung Sze. Mai-mai es un apodo que significa "hermana pequeña," y fue el nombre bajo el que publicó todos sus libros. En 1915 se mudó a Londres con su padre Alfred Sao-ke Sze, el entonces embajador chino, al Palacio de St. James. Su familia vivió allí hasta 1921, cuando su padre fue nombrado primer Embajador chino de los Estados Unidos y enviado a Washington, D.C. Mai-mai Sze se mudó allí con él y estudió en la National Cathedral School hasta que en 1927, se matriculó en la Universidad de Wellesley. En Wellesley, Sze estudió humanidades, incluyendo composición y literatura inglesas, religión, filosofía, historia europea y arte. Sze se graduó en 1931.

### Carrera
Después de su graduación en Wellesley, parece que la actividad principal de Mai-mai Sze fue la pintura. Exhibió un paisaje en el Salon d'Automne (Salón de Otoño) en 1933, y también en las Marie Sterner Galleries. Sze también trabajó como diseñadora gráfica. En una carta a Dorothy Norman, Sze escribió: «Empecé... como pintora, hice muchas ilustraciones, anuncios, diseños para embalajes, materiales, empapelados....» Ilustró su autobiografía Echo of a Cry. En la misma carta a Norman, Sze menciona haber trabajado también en teatro. Hizo su primera y única actuación en 1936, en el papel de Lector Honorable en Lady Precious Stream, de Hsiung Shih-I.
Sze fue notablemente fotografiada por varios artistas importantes, incluyendo Carl Van Vechten, George Platt Lynes y Dorothy Norman. Algunas de esas fotografías fueron publicadas en varias revistas de moda, incluyendo Vogue; de todas maneras no está del todo claro si el posado fotográfico fue una faceta más durante su carrera.
Sze también estuvo metida en asuntos políticos como defensora de las ayudas en la guerra en China, y como escritora y relaciones extranjeras con países de Oriente. En 1944, publicó un panfleto sobre China, el segundo en su serie sobre Relaciones Internacionales publicado por la prensa de la Universidad de Western Reserve, a petición de Dorothy Norman. Durante la segunda guerra sino-japonesa y la Segunda Guerra Mundial, Sze recorrió América dando charlas sobre China y organizó el Chinese War Relief Committee (Comité para la ayuda en la guerra en China) en Nueva York. Por aquel entonces también publicó regularmente una columna, East-West, en el New York Post.
Hay poca documentación sobre la relación de Sze con la diseñadora de trajes Irene Sharaff. Las dos mujeres vivían juntas en el momento de la muerte de Sze en 1992, y coordinaron juntas la donación de su colección personal de libros a la New York Society Library, en 1989. También hicieron una donación de 1 millón de libras al Lucy Cavendish College, de la Universidad de Cambridge "Las dos señoras oyeron hablar por primera vez sobre el Lucy Cavendish College en un artículo que apareció en el New York Times en octubre de 1985 ((En) leer el artículo original (enlace roto disponible en Internet Archive; véase el historial, la primera versión y la última).). Después de esto, conocieron a Dame Anne Warburton, presidenta de la universidad en aquel momento, y donaron 1 millón de libras al Lucy Cavendish College. Además de financiar el Pabellón de Música y Meditación, su generosa donación también hizo posibles becas de investigación como la Beca para la Investigación Alice Tong Sze (así nombrada por la madre de Mai-mai Sze) y la Beca para la Investigación Lu Gwei Djen. Tristemente ni Mai-mai Sze ni Irene Sharaff pudieron visitar el Lucy Cavendish College antes de sus muertes en 1992 y 1993 (murieron con unos pocos meses de diferencia), pero pidieron que sus cenizas fueran enterradas en los jardines de la universidad. Hoy, sus cenizas descansan bajo las dos mitades de la misma piedra conmemorativa junto a la entrada del Pabellón, rodeadas por la música y belleza tanto disfrutaron". En su historia de la Bollingen Fundación, William McGuire escribió que Sze y Sharaff era ambas alumnas de Natacha Rambova, quién dio clases privadas de religión comparativa, simbolismo y teosofía en su apartamento de Nueva York en los años 30.
Mai-mai Sze murió en el Hospital de Nueva York el 16 de julio de 1992, a la edad de 82 años.

## Trabajos
- Sze, Mai-mai. China. Cleveland, Ohio: Imprenta de la Universidad Western Reserve, 1944. Impresión. Para una Política Extranjera Democrática. Panfleto de la referencia Núm. 2.
- Sze, Mai-mai. Echo of a Cry: A Story Which Began in China. Nueva York: Harcourt, Brace and Co, 1945. Impresión.
- Sze, Mai-mai. Silent Children: A Novel. 1.º ed. Nueva York: Harcourt, Brace and Co, 1948. Impresión.
- Sze, Mai-mai. The Tao of Painting: A Study of the Ritual Disposition of Chinese Painting: With a Translation of the Chieh Tzu Yüan Hua Chuan, Or, Mustard Seed Garden Manual of Painting, 1679-1701. Nueva York: Pantheon Books, 1956. Impresión. Serie Bollingen 49.
- Sze, Mai-mai. The Tao of Painting: A Study of the Ritual Disposition of Chinese Painting: With a Translation of the Chieh Tzu Yüan Hua Chuan; Or, Mustard Seed Garden Manual of Painting, 1679-1701. Londres: Routledge & Kegan Paul Ltd, 1957. Impresión.
- Sze, Mai-mai. The Way of Chinese Painting, Its Ideas and Technique: With Selections from the Seventeenth-Century Mustard Seed Garden Manual of Painting. Nueva York: Random House, 1959. Impresión.
- Sze, Mai-mai. The Tao of Painting: A Study of the Ritual Disposition of Chinese Painting: With a Translation of the Chieh Tzu Yüan Hua Chuan, Or, Mustard Seed Garden Manual of Painting, 1679-1701. 2.ª ed. Con correcciones. Nueva York: Pantheon Books, 1963. Impreso. Serie Bollingen 49.

## Legado
- Los libros de Sze e Irene Sharaff fueron donados a la New York Society Library en Ciudad de Nueva York tras sus muertes, donde siguen a día de hoy.[12]  La colección Sharaff/Sze  contiene casi mil libros, incluyendo muchos sobre historia china, filosofía, y religión. Muchos de estos, incluyendo el del sinólogo Joseph Needham Science and Civilization in China, contienen las anotaciones de Sze.
- Sze y Sharaff también decidieron apoyar varias instituciones educativas y de investigación, incluyendo el Needham Research Institute[13][9] y el Lucy Cavendish College, de la Universidad de Cambridge. En el Lucy Cavendish College, el legado del fideicomiso financió la construcción del Pabellón de Música y Meditación, y estableció las Becas  Alice Tong Sze y Lu Gwei Djen de Investigación.[10]

### Citas
1. 1 2  Sze, Mai-mai.  Letter to Dorothy Norman. 5 December 1982.  Sharaff/Sze Collection. Special Collections, New York Society Library.
2. ↑  Leavitt, Martha. From College to Stage Career. New York Herald Tribune (1926-1962) 9 de febrero de 1936. Web. 6 agosto de 2014.
3. ↑  Archivos del curso, Mai-Mai Sze. Archivos Bibliográficos del Alumando, 7B/Clase de 1931, Archivos del Wellesley College. Archivo Sze, Mai-Mai.
4. ↑  Sanchez, Pierre. Dictionnaire Du Salon D'automne: Répertoire Des Exposants et Liste Des Oeuvres Présentées, 1903-1945. Dijon: Échelle de Jacob, 2006, vol. 3, p. 1300. Impresión.
5. 1 2  Leavitt, Martha. From College to Stage Career. New York Herald Tribune (1926-1962) 9 de febrero de 1936. ProQuest. Web. 6 de agosto de 2014.
6. ↑  Sze, Mai-Mai. Echo of a Cry: A Story Which Began in China. Nueva York: Harcourt, Brace and Co, 1945. Impresión.
7. ↑  Norman, Dorothy. Encounters: A Memoir. 1a ed. San Diego: Harcourt, Brace Jovanovich, 1987, p. 171-174.  Impresión.
8. ↑  Mai-Mai Sze, 82, A Writer Known Also as a Painter. The New York Times 18 July 1992. NYTimes.com. Web. 6 Aug. 2014.
9. 1 2  "Acquisition papers". Sharaff/Sze Collection. Institutional Archive, New York Society Library.
10. 1 2  Facilities - Music Pavilion - Lucy Cavendish College. University of Cambridge
11. ↑  McGuire, William. Bollingen: An Adventure in Collecting the Past. Princeton, N.J: Imprenta de la Universidad de Princeton , 1982, pp. 165, 93. Impresión.
12. ↑  Sharaff-Sze Collection - The New York Society Library
13. ↑  "Donations." Boletín Informativo del Needham Research Institute de abril del 1994: [4]. Impresión.

### Lectura adicional
- Amato, Jean.  "Mai-mai Sze (1910-1992)." Asian American Autobiographers: A bio-bibliographical critical sourcebook. Ed. Guiyou Huang.  Westport, Ct.: Prensa de Greenwood, 2001. P. 345–349. Libro impreso.
- Mai-mai Sze, 82, A Writer Known Also as a Painter. The New York Times 18 de  julio de 1992. Nytimes.com. Web. 6 de agosto de 2014.
- Qian, Zhaoming. The Modernist Response to Chinese Art: Pound, Moore, Stevens. Charlottesville: Prensa universitaria de Virginia, 2003. Impreso.
- Kuhl, Nancy.  Extravagant Crowd: Carl Van Vechten's Portraits of Women.  New Heaven, Ct.: Prensa universitaria de Yale, 2007.
- McGuire, William. Bollingen: An Adventure in Collecting the Past. Princeton, N.J: Prensa universitaria de Princeton , 1982. Impresión.